# Parque nacional de Pambadum Shola
El Parque Nacional de Pambadum Shola es el más pequeño de los parques nacionales de la India, con tan solo 1,32 km², un área protegida desde el año 2003.
Está situado entre los 10°09′N, 77°07′E cerca del pueblo de Marayoor, en el taluk Devikulam, distrito de Idukki, estado de Kerala, en el sur de la India. El parque esta junto al Santuario de Kurinjimala. La altitud se extiende desde los 1.886 ma 2.531 m. 
El parque es administrado por el Departamento de Bosques y Fauna de Kerala, la División de Fauna de Munnar, junto con los cercanos parques de Mathikettan Shola, el Eravikulam, el Anamudi Shola, la Reserva Natural de Chinnar y el Santuario de Kurinjimala. El parque queda vecino de la reserva forestal de Allinagaram dentro de lo que se ha propuesto que sea parque nacional y santuario de la vida salvaje de las Colinas de Palani. 
Las Ghats Occidentales, sub-ramal de Anamalai, que incluye todos estos parques, está siendo valorado por el Comité de Patrimonio del Mundo de la Unesco para su selección como un Patrimonio de la Humanidad.

## Etimología
El nombre "Pampadum Shola" significa, "el bosque donde danza la serpiente", y deriva de tres palabras tamiles (uno de los idiomas dravídicos), "paamp", que significa "serpiente"; "aattam", significa "danza"; y "cholai", significa "bosque". "Shola" puede considerarse como una variación ortográfica de "cholai".

## Flora
El parque protege una cantidad moderada de bosque de "shola" montano perenne que se relaciona con la rica vida silvestre del parque nacional de Eravikulam.
Hay varios tipos de plantas medicinales (hierbas), de las que se han realizado estudios. Tras la cadena forestal hay eucalipto rosado (una variedad de eucalipto) que amenaza la ecología de la zona debido a su carácter deshidratador del suelo y su rápido crecimiento. Estos árboles, así como las plantaciones privadas, legales e ilegales de los mismos árboles, suponen un peligro vivo. Los árboles de eucalipto consumen el ecosistema único que aún ha de ser tomado en consideración en cuanto a la silvicultura. El parque nacional, con su riqueza única de "humus" no contaminado, ha sido objeto de estudios recientemente.

## Fauna

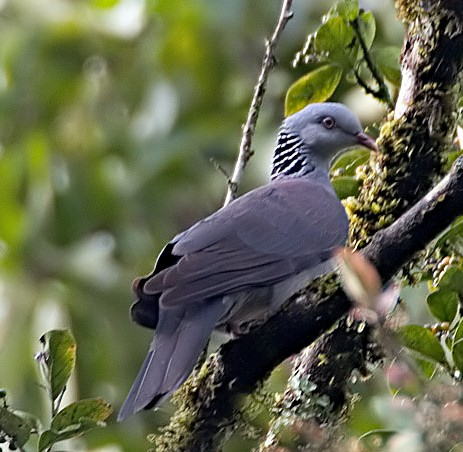
Paloma de los Nilgiris (vulnerable)

La especie clave aquí es un pequeño carnívoro endémico, muy escurridizo y en peligro: la marta de Nilgiri. A veces, al anochecer o al amanecer, pueden verse ejemplares de leopardo indio y cuones, los tigres son un animales importante del parque. La vieja carretera Kodaikanal–Munnar está cerrada debido a la creciente población de vida silvestre como elefantes indios, búfalos de agua, gaures y langures de Nilgiri.
Algunas aves destacadas que se pueden encontrar en este parque son la paloma de los Nilgiris, el alicorto flanquirrufo, el lorículo vernal, roqueros (el solitario y el capiazul) y papamoscas (el de los Nilgiri y el rufinegro).